# جوزيف كونو
جوزيف كونو (بالفرنسية: Joseph Kono)‏ هو دراج كاميروني، ولد في 29 ديسمبر 1950 في الكاميرون.

## وصلات خارجية
- جوزيف كونو على موقع أرشيف الدراجات (الإنجليزية)
- جوزيف كونو على موقع إحصائيات الدراجات الإحترافية (الإنجليزية)
- جوزيف كونو على موقع أوليمبيديا (الإنجليزية)